# Dänische Badmintonmeisterschaft 1975
Die Dänische Badmintonmeisterschaft 1975 fand vom 1. bis zum 4. Februar 1975 in Kopenhagen statt. Es war die 45. Austragung der nationalen Titelkämpfe im Badminton in Dänemark.

## Titelträger
| Disziplin    | Sieger                                            |
| ------------ | ------------------------------------------------- |
| Herreneinzel | Svend Pri, Søllerød-Nærum IK                      |
| Dameneinzel  | Lene Køppen, Gentofte BK                          |
| Herrendoppel | Elo Hansen Flemming Delfs, Københavns BK          |
| Damendoppel  | Lene Køppen, Gentofte BK Inge Borgstrøm, Ringsted |
| Mixed        | Steen Skovgaard Pernille Kaagaard, Gentofte BK    |